# Super Colossal
Super Colossal es el undécimo álbum del guitarrista virtuoso Joe Satriani, lanzado el 14 de marzo de 2006.

## Lista de temas
Todos los temas fueron compuestos por Joe Satriani.
1. Super Colossal – 4:14
2. Just Like Lightnin' – 4:01
3. It's So Good – 4:14
4. Redshift Riders – 4:49
5. Ten Words – 3:28
6. A Cool New Way – 6:13
7. One Robot's Dream – 6:15
8. The Meaning of Love – 4:34
9. Made of Tears – 5:31
10. Theme for a Strange World – 4:39
11. Movin' On – 4:05
12. A Love Eternal – 3:33
13. Crowd Chant – 3:14

- Datos: Q1072035